# Ciénegas del Lerma
Las Ciénegas del Lerma es un humedal localizado en el centro de Estado de México, México. Está formado por tres lagos en el Valle de Toluca, la cuenca alta del río Lerma, cerca de la ciudad de Toluca. Los humedales cubren 3.023 hectáreas.
Los tres lagos son lo que queda de un humedal mucho más grande, que cubría 27.000 hectárea, a finales del siglo XIX.
Los humedales incluyen lagos de aguas abiertas de más de 5 metros de profundidad, pantanos con vegetación flotante y de raíces profundas y bosques ribereños. Los lagos albergan varios animales y plantas acuáticas, incluidas especies endémicas y amenazadas. Los humedales son una parada importante para las aves acuáticas migratorias.
El 27 de noviembre de 2002, fue declarada como un área natural protegida bajo la categoría de Área de Protección de Flora y Fauna.

## Flora y fauna
De acuerdo al Sistema Nacional de Información sobre Biodiversidad de la Comisión Nacional para el Conocimiento y Uso de la Biodiversidad (CONABIO), en el Área de Protección de Flora y Fauna Ciénegas del Lerma, existen más de 425 especies de plantas y animales, de las cuales 31 se encuentran en categoría de riesgo y 26 son exóticas.